# Ozothamnus
Genre
Classification phylogénétique
Ozothamnus est un genre de plantes à fleurs de la famille des Asteraceae que l'on trouve en Australie, Nouvelle-Calédonie et Nouvelle-Zélande.

## Principales espèces
- Ozothamnus adnatus
- Ozothamnus alpinus
- Ozothamnus argophyllus
- Ozothamnus bidwillii
- Ozothamnus blackallii ( N.T.Burb.) Anderb.
- Ozothamnus cassinioides
- Ozothamnus cassiope  (S.Moore) Anderb.
- Ozothamnus conditus
- Ozothamnus cordatus  (DC.) Anderb.
- Ozothamnus cuneifolius
- Ozothamnus dendroideus
- Ozothamnus diosmifolius  (Vent.) DC.
- Ozothamnus diotophyllus
- Ozothamnus ferrugineus (Labill.) Sweet
- Ozothamnus filifolius  Puttock
- Ozothamnus hookeri
- Ozothamnus kempei  (F.Muell.) Anderb.
- Ozothamnus lepidophyllus  Steetz.
- Ozothamnus obcordatus
- Ozothamnus obovatus
- Ozothamnus occidentalis  (N.T.Burb.) Anderb.
- Ozothamnus ramosus   (DC.) Paul G.Wilson
- Ozothamnus rodwayi Orchard
- Ozothamnus rosmarinifolius
- Ozothamnus rufescens
- Ozothamnus secundiflorus
- Ozothamnus stirlingii
- Ozothamnus tesselatus
- Ozothamnus thyrsoideus
- Ozothamnus tuckeri
- Ozothamnus turbinatus
- Ozothamnus vagans
- Ozothamnus whitei

## Galerie

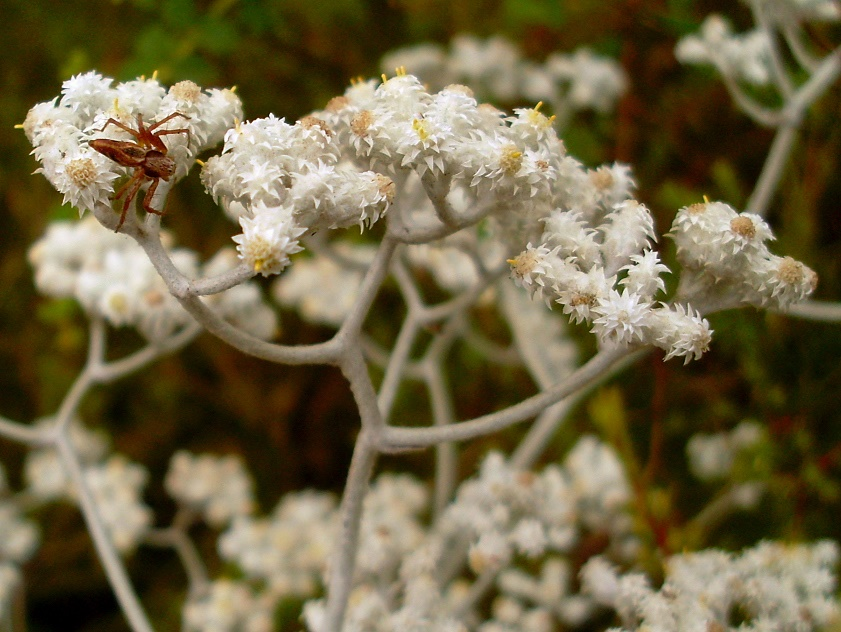
Ozothamnus cordatus.
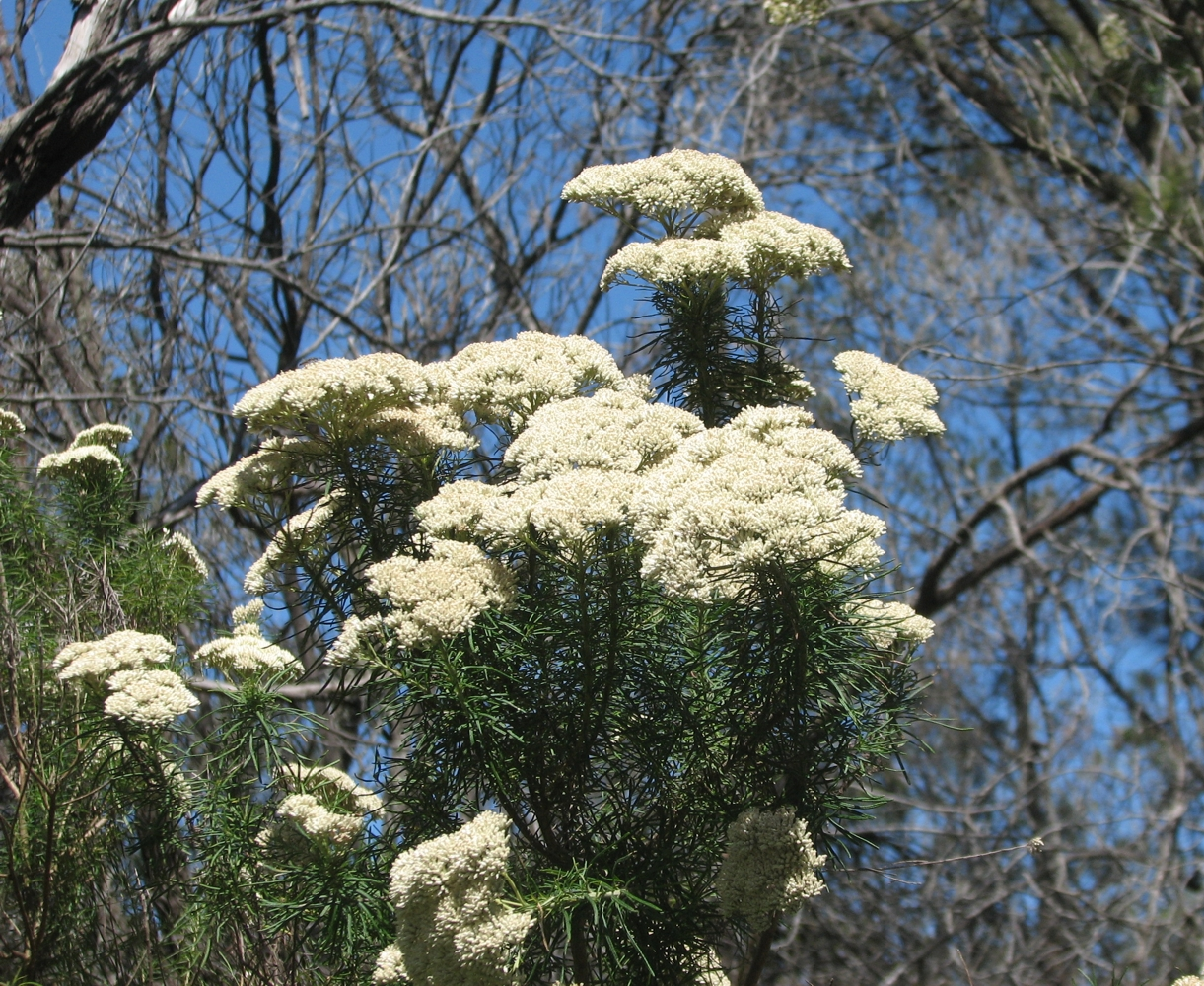
Ozothamnus ferrugineus.